# Büchtingenstraße (Wernigerode)
Die Büchtingenstraße ist eine der wichtigen Querstraßen in der Altstadt von Wernigerode im Landkreis Harz in Sachsen-Anhalt. Sie verläuft in süd-nördlicher Richtung von der Johann-Sebastian-Bach-Straße bis zur Unterengengasse.

## Geschichte
Der Name Büchtingenstraße stammt aus dem 17. Jahrhundert und bezieht sich auf den Familiennamen einer einst hier ansässigen bürgerlichen Familie. Zuvor trug sie den Namen Voigtstraße (Vogedenstrate), der südliche Teil vom Liebfrauenkirchhof bis zur heutigen Johann-Sebastian-Bach-Straße wurde Nobben genannt.
Sie ist eine der westlich von der Marktstraße gelegenen Parallelstraßen im Zentrum der Stadt und kann mit Kraftfahrzeugen befahren werden.
Im Haus Büchtingenstraße 27 wurde der Schriftsteller August Wilhelm Grube geboren, an den heute eine Gedenktafel an diesem Haus erinnert.
An der West- und Ostseite der Büchtingenstraße finden sich mehrere denkmalgeschützte Häuser. Dazu zählen laut Liste der Kulturdenkmale in Wernigerode:
| Lage                        | Bezeichnung             | Beschreibung                         | Erfassungs- nummer | Ausweisungsart | Bild                    |
| --------------------------- | ----------------------- | ------------------------------------ | ------------------ | -------------- | ----------------------- |
| Büchtingenstraße 2 (Karte)  | Wohnhaus                |                                      | 094 25161          | Baudenkmal     | Wohnhaus                |
| Büchtingenstraße 8 (Karte)  | Wohnhaus                |                                      | 094 25162          | Baudenkmal     | Wohnhaus                |
| Büchtingenstraße 10 (Karte) | Wohn- und Geschäftshaus |                                      | 094 03348          | Baudenkmal     | Wohn- und Geschäftshaus |
| Büchtingenstraße 27 (Karte) | Wohnhaus                | Geburtshaus von August Wilhelm Grube | 094 03349          | Baudenkmal     | Wohnhaus                |
| Büchtingenstraße 38 (Karte) | Wohnhaus                |                                      | 094 25163          | Baudenkmal     | Wohnhaus                |
| Büchtingenstraße 40 (Karte) | Wohnhaus                |                                      | 094 25164          | Baudenkmal     | Wohnhaus                |
| Büchtingenstraße 48 (Karte) | Wohnhaus                |                                      | 094 25165          | Baudenkmal     | Wohnhaus                |